# Roger Pingeon

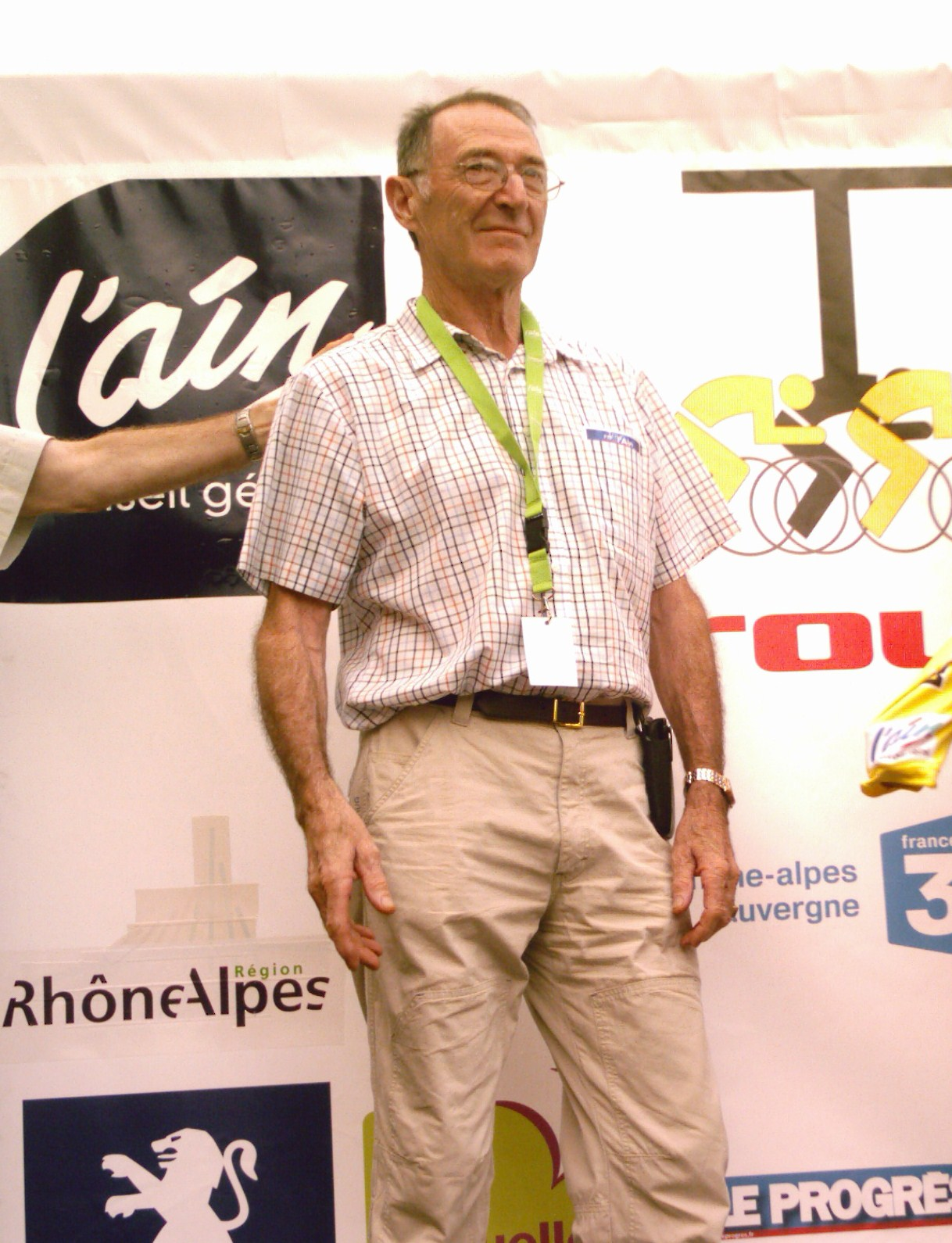
Roger Pingeon

Roger Pingeon (Hauteville,  28 de agosto de 1940 – Beaupont, 19 de março de 2017), chamado de L'Echassier e La Guigne, foi um ciclista francês, profissional entre os anos de 1965 e 1974, durante os quais conseguiu 15 vitórias em diversas provas.
Obteve poucas mas importantes vitórias. Venceu o Tour de France 1967 e  a Vuelta a España 1969. No Tour, sempre que terminou, fê-lo em uma boa posição, entre os doze primeiros.

## Premiações
1967
1º no Tour de France 1967 (venceu uma etapa)
1968
2º no Campeonato de França
5º no Tour de France 1968 (venceu duas etapas)
1969
1º na Vuelta a España 1969 (venceu duas etapas)
2º no Tour de France 1969 (venceu una etapa)
2º no Campeonato de França de perseguição